# レオン・フレデリック
レオン・フレデリック（Léon Frédéric、1856年8月26日 - 1940年1月27日）は、ベルギー象徴主義の画家。

## 経歴
1856年、ブリュッセルの裕福な宝石商の息子に生まれた。ブリュッセル王立美術アカデミーで学び、1874年からオリエンタリズムの画家、ジャン＝フランソワ・ポルテールの工房で学んだ。1876年から1878年の間、ローマ留学の奨学金の得られるコンクールに応募するが入賞できず、父親が資金を出して1878年から2年間イタリアに留学した。ナポリ、ローマ、フィレンツェ、ベネツィアを旅し、サンドロ・ボッティチェリやドメニコ・ギルランダイオといった「クワトロチェント」様式と呼ばれる初期ルネサンス画家たちの作品から影響を受けた。
帰国後、ブリュッセルの展覧会に出展し、自然主義の画家、ジュール・バスティアン＝ルパージュの作品からも影響を受け、社会的な主題の作品も描いた。ブリュッセル王立美術アカデミー出身者が母体となった美術家グループ、「L'Essor(発展)」のメンバーになり、その展覧会に出展した。1882年のサロンで初受賞し、1889年のパリ万国博覧会の展覧会に出展し金メダルを受賞した。
1890年頃から象徴主義に傾倒し、1896年よりジャン・デルヴィルが主催した「Salon d'Art Idéaliste(理想主義芸術展)」に出展した。
1904年にベルギー・アカデミー会員に選ばれ、1930年に男爵位を授けられた。

## ギャラリー

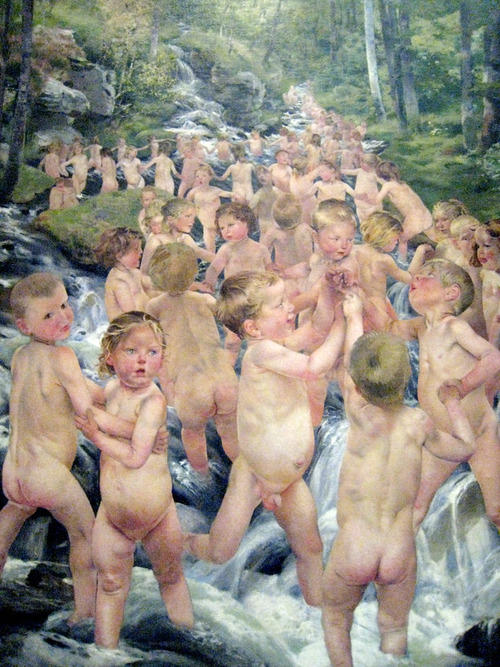
生命の源、1880年
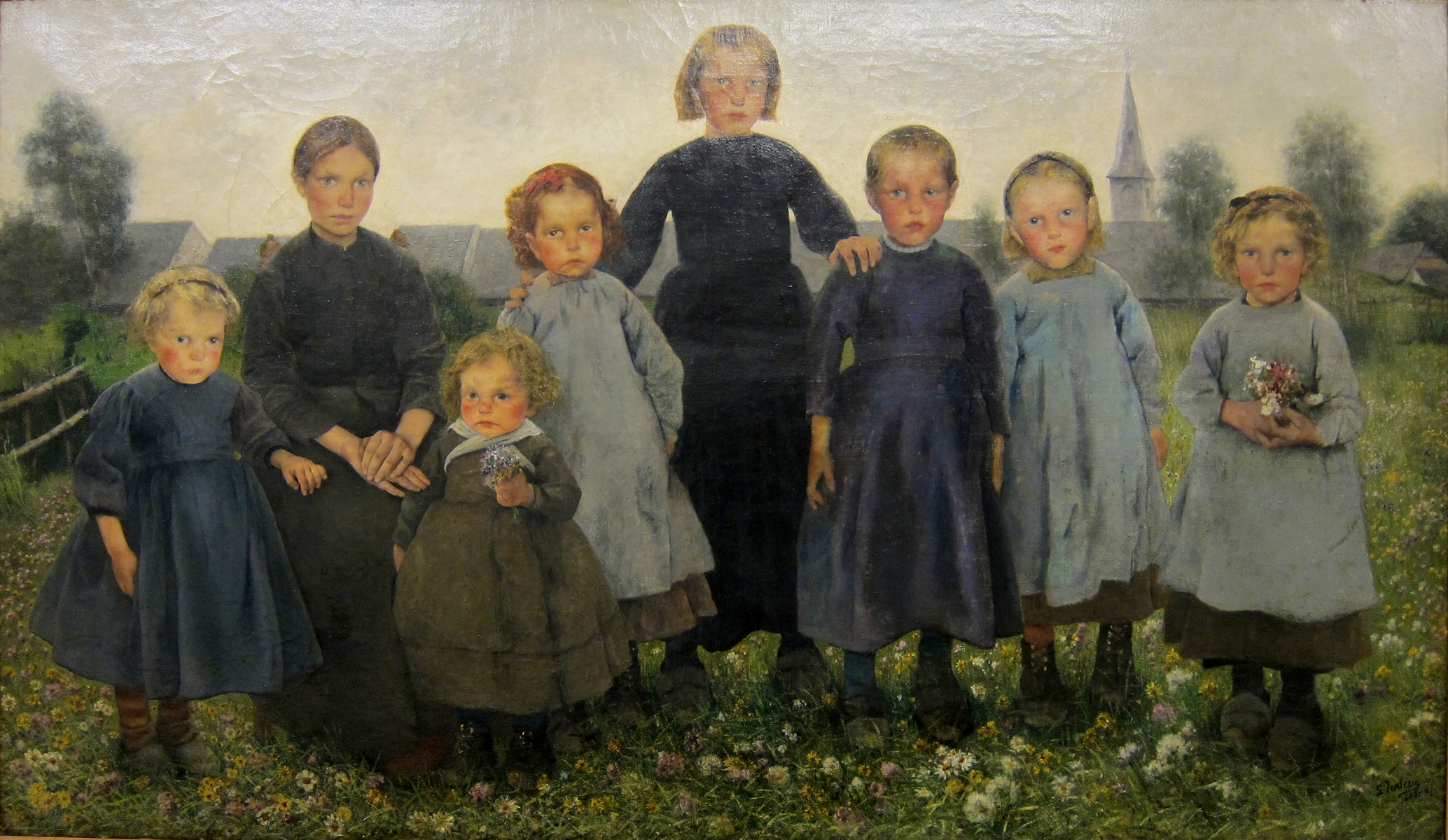
少女たち、1885-1887年
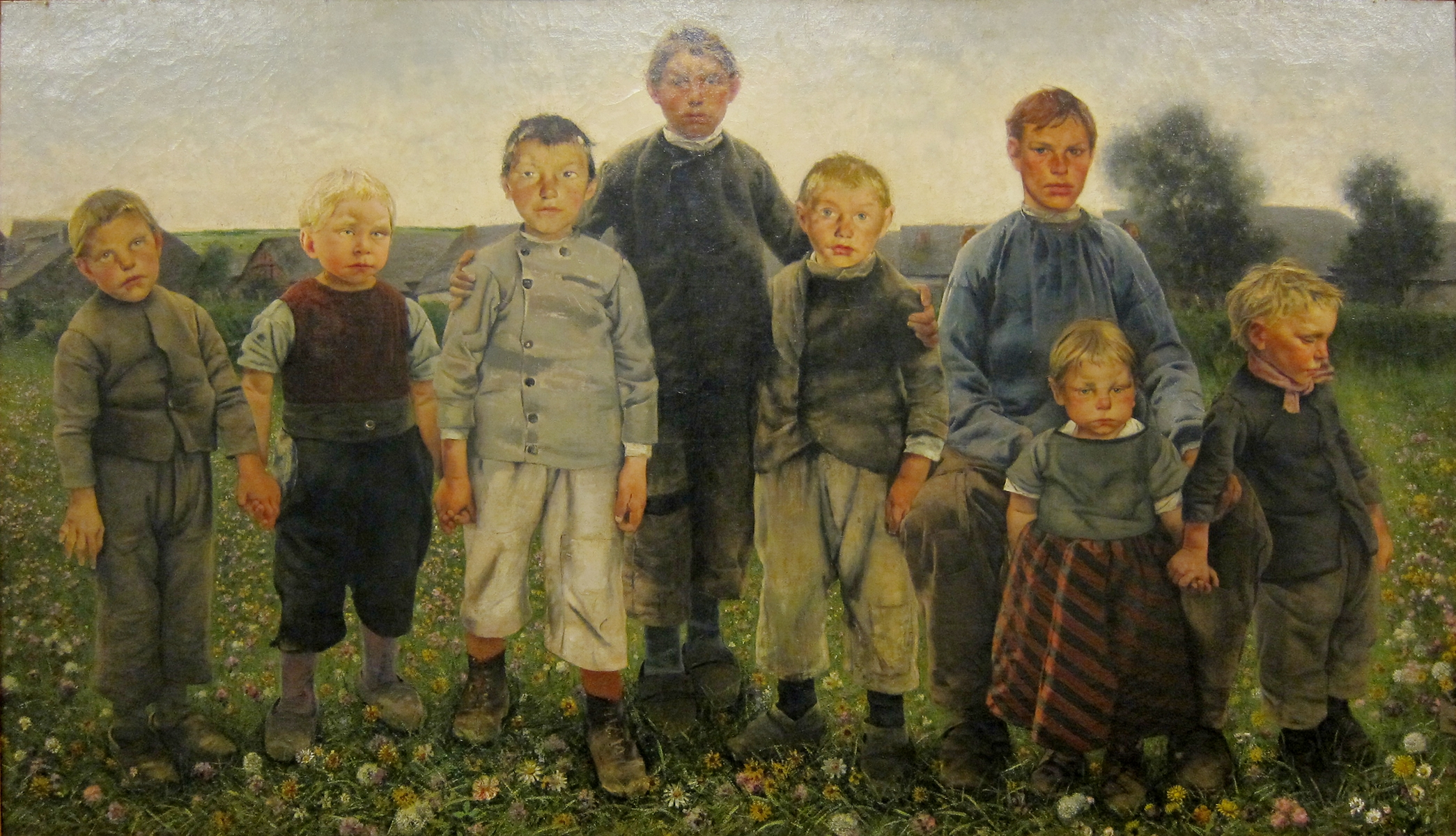
少年たち、1885-1887年
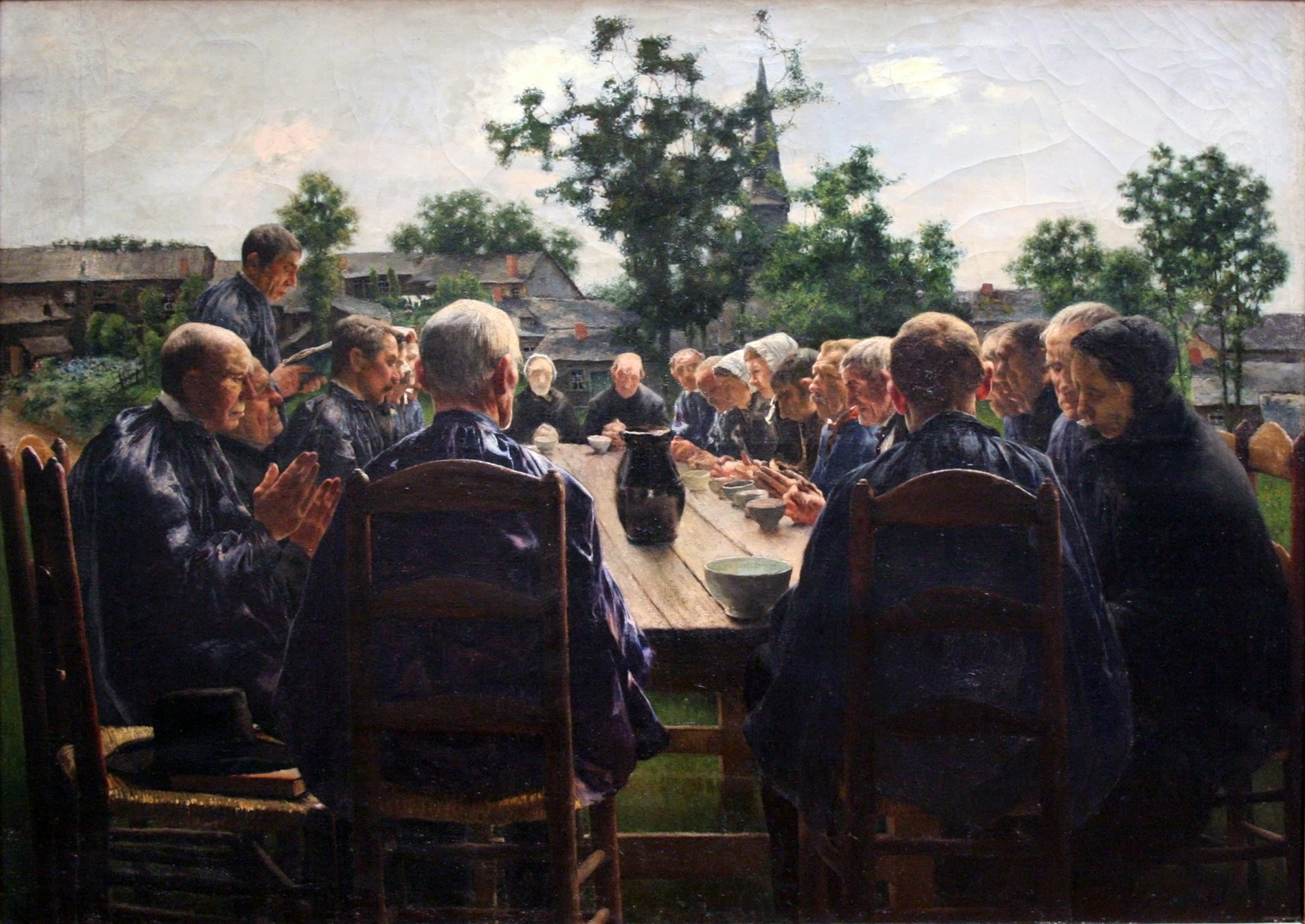
葬儀の会食、1886年
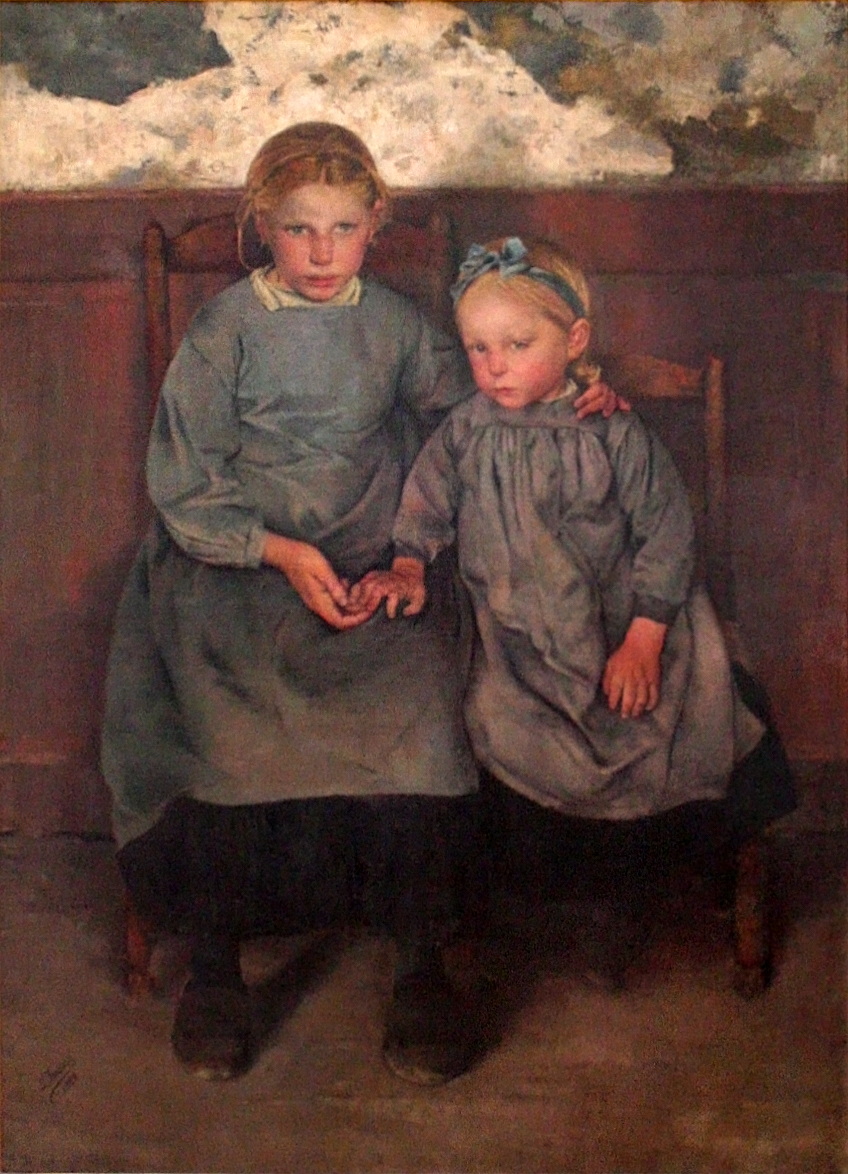
ワロン人の二人の少女、1888年
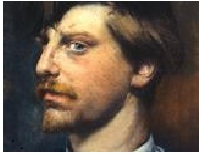
自画像、1890年頃
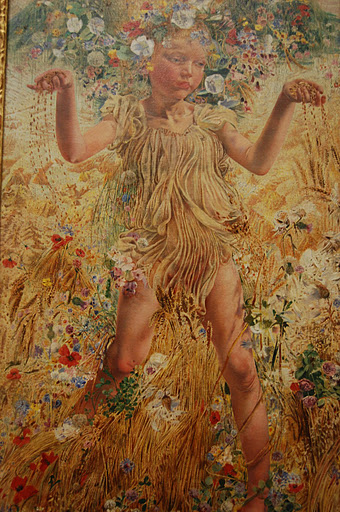
夏、1893年
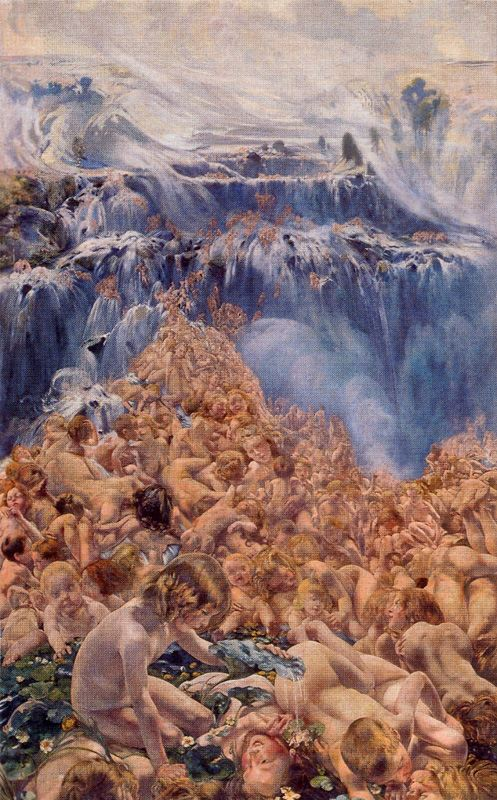
流れ、1895年頃
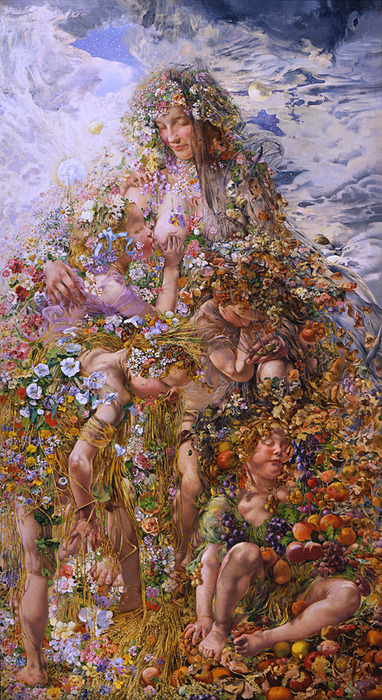
豊穣の本質、1895年頃
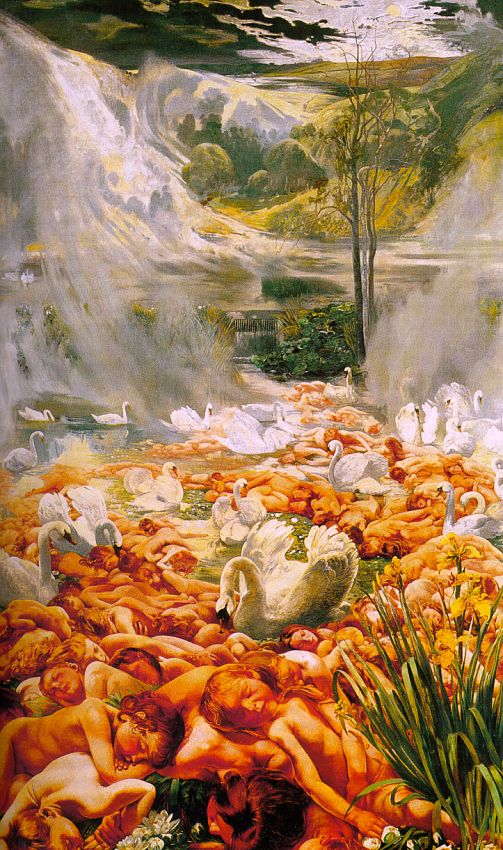
眠れる水面の湖、1895年頃
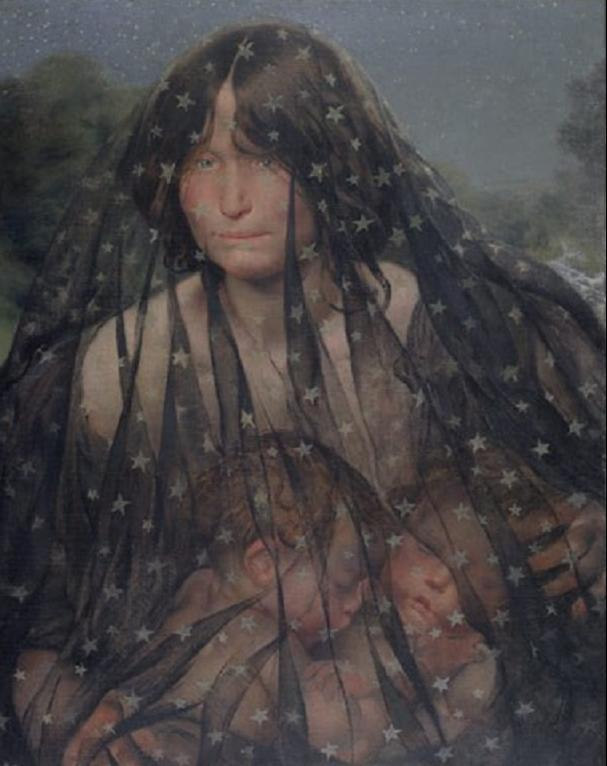
夜のアレゴリー、1900年頃
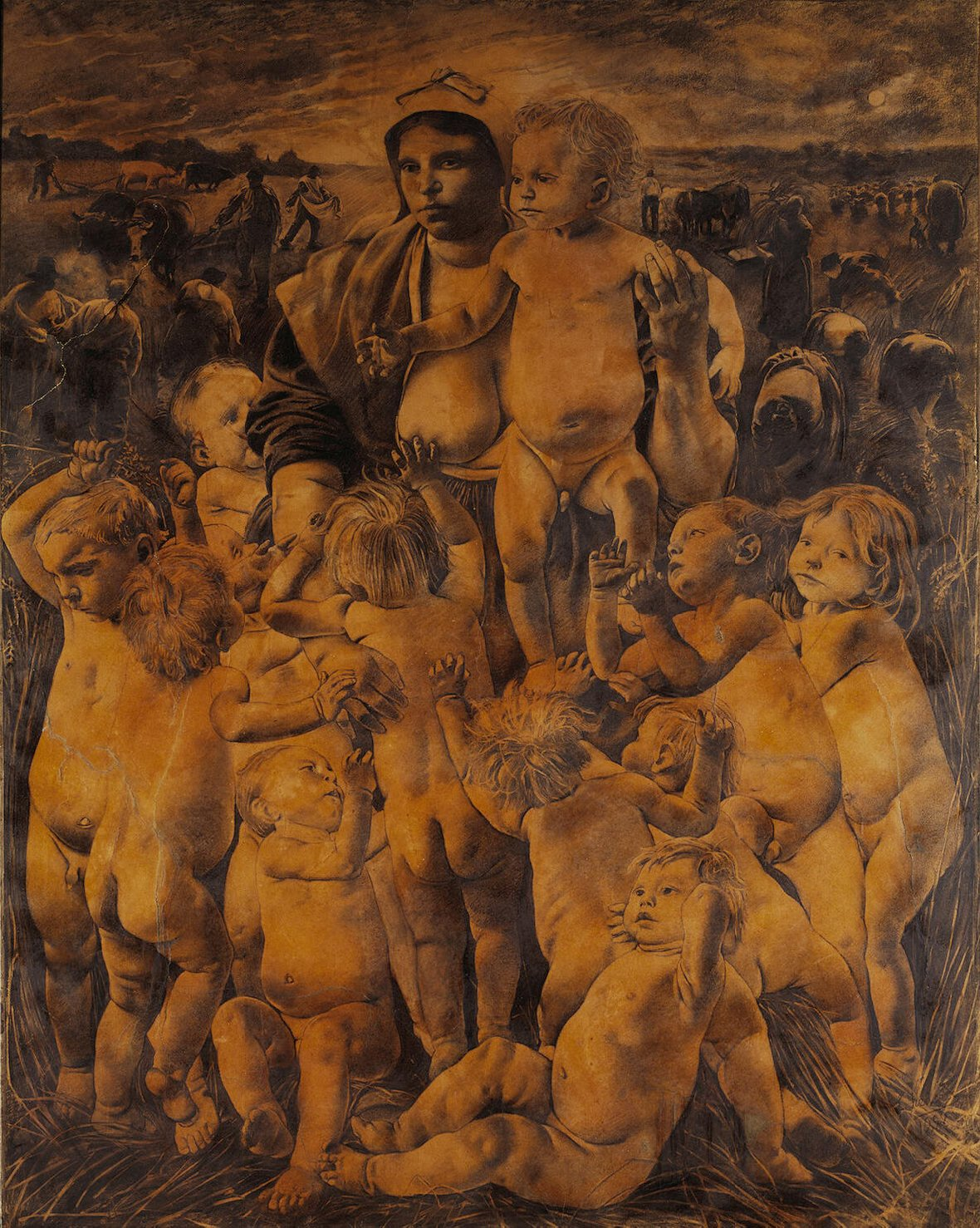
不妊のアレゴリー、1900年頃
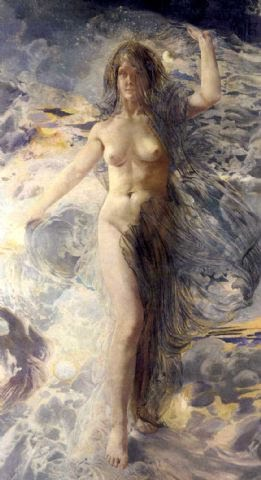
曙、1900年頃
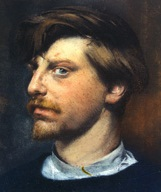
自画像、1900年頃
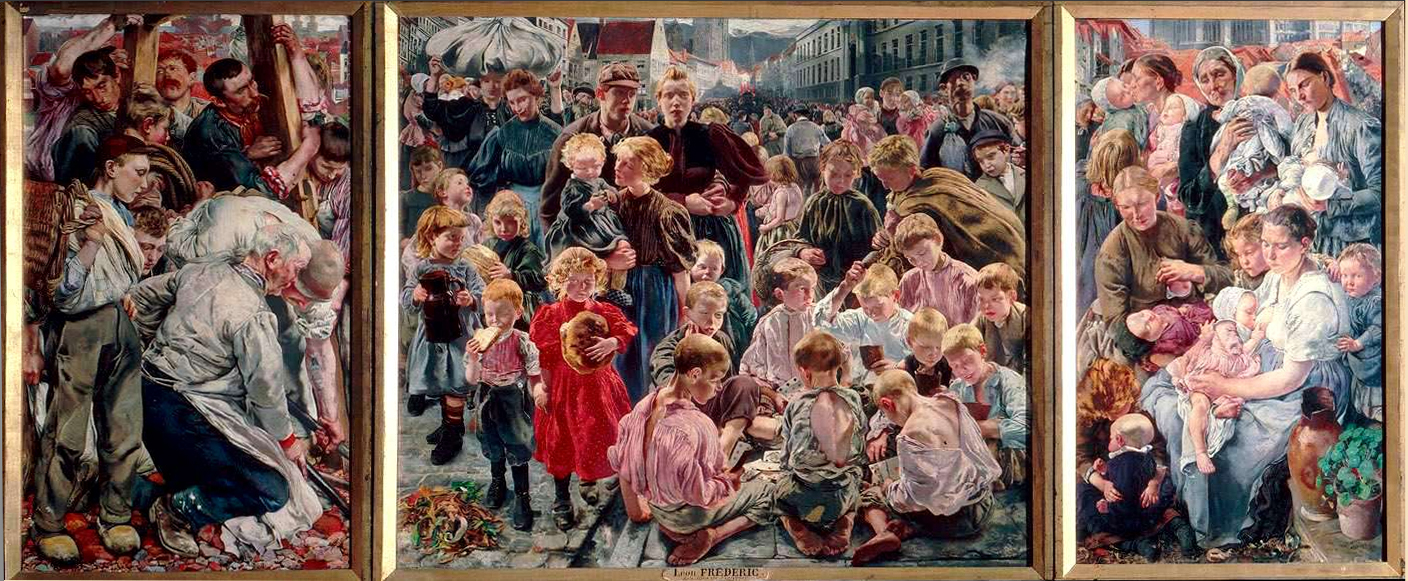
労働者の年齢、1900年代
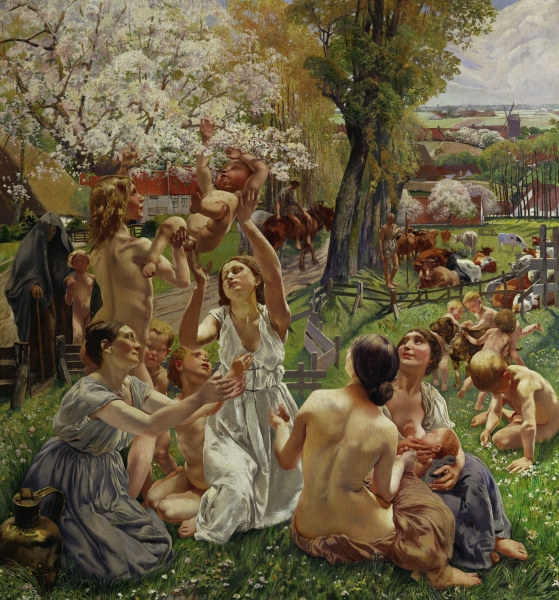
朝、1901年
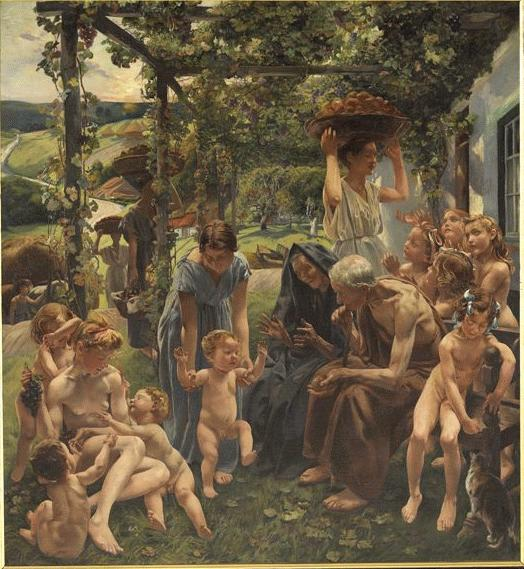
夕べ、1901年
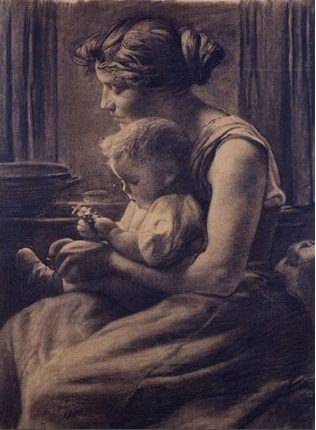
朝のトイレ、1904年
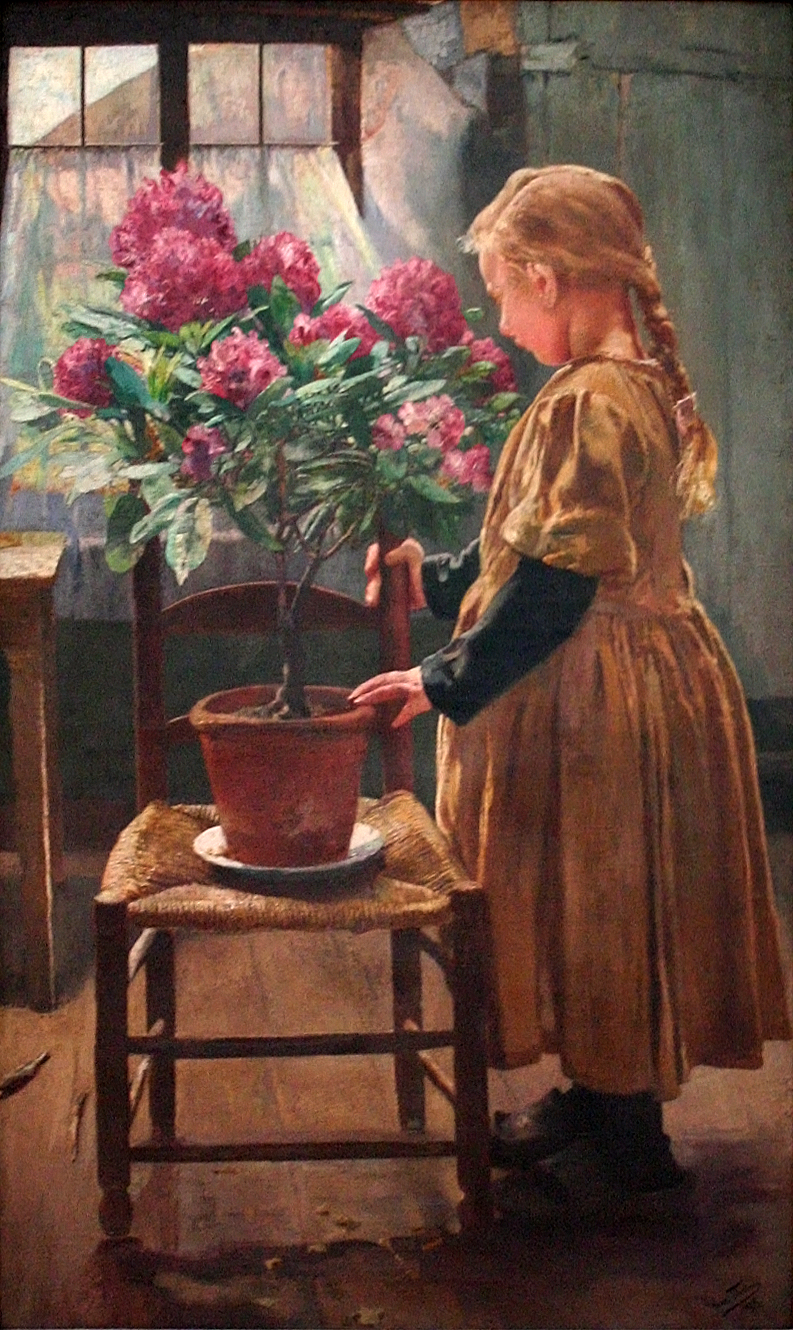
シャクナゲの花、1907年

## 参考資料
- 高階秀爾、世紀末と象徴主義（世界美術大全集）（小学館、1996）ISBN 4-09-601024-3
- 千足伸行 (監修) 『すぐわかる画家別幻想美術の見かた』改訂版（東京美術、2010年）ISBN 978-4-8087-0887-0